# مهدی حبیبی‌پور
مهدی حبیبی‌پور (زاده ۱۳۴۲ - تهران) چهره‌پرداز سینما اهل ایران است.

## فیلم‌شناسی

### طراح چهره‌پردازی
- دلداده (۱۳۸۷)
- اگه می‌تونی منو بگیر (۱۳۸۵)
- بی‌وفا (۱۳۸۵)
- ساعت ۲۵ (۱۳۸۵)
- سربلند (۱۳۸۵)
- چند می‌گیری گریه کنی (۱۳۸۴)
- رؤیای جوانی (۱۳۸۱)
- رنگ شب (۱۳۸۰)
- سفر به فردا (۱۳۸۰)
- شب برهنه (۱۳۸۰)
- راز شب بارانی (۱۳۷۹)
- شور عشق (۱۳۷۹)
- مانی و ندا (۱۳۷۹)
- عروس آتش (۱۳۷۸)
- مثلث آبی (۱۳۷۸)
- نیمه گمشده (۱۳۷۸)
- بودن یا نبودن (۱۳۷۷)
- خط‌ها و سایه‌ها (۱۳۷۷)
- غریبانه (۱۳۷۶)
- عاشقانه (۱۳۷۴)
- ماه مهربان (۱۳۷۴)